# موشح
موشّح یا توشیح یکی از آرایه‌های ادبی در شعر است که اگر حروف اول هر بیت یا مصرع به‌دنبال یکدیگر قرار گیرند نام یا لقب کسی یا واژه‌ای یا بیت و جمله‌ای دیگر تشکیل شود. توشیح در لغت به معنی حمایل افکندن و زیوربستن یا زینت داده شده و آراسته شده‌است و در اصطلاح صنایع شعری آن است که شاعر در ابتدای ابیات یا در میانه آن‌ها، حروف یا کلماتی می‌آورد که اگر آن‌ها را عیناً یا به تصحیف (خطا در کتابت یا قرائت) جمع کنند، بیتی یا مثلی یا نامی یا لقب کسی پدید می‌آید. این آرایه را می‌توان نوعی از اقسام معما به‌شمار آورد.
برای اشاره به این آرایه و سهولت کار مخاطبان، در گذشته اغلب حروف مورد نظر را به رنگی دیگر مانند شنگرف یا طلا می‌نوشتند و در کتاب‌های چاپی امروزی و امکانات جدید حروفچینی افزون بر رنگ می‌توان از حروف سیاه یا ضخیم یا درشت‌تر استفاده کرد.
این آرایه و این شکل خاص از نوشتن، می‌تواند به عنوان وسیله‌ای برای کمک به بازیابی حافظه و به یادآوردن کل شعر یا متن استفاده شود.

## انواع موشح
موشح یا توشیح انواع و شعب زیادی دارد. اگر توشیح شکل درختی را بسازد به آن «مشجر» و اگر به شکل حیوانی باشد به آن «مجسم» یا «مصور» و اگر شکل دایره را بسازد به آن «مدور» گفته می‌شود.
همچنین اگر حروف یا کلمات ابتدای مصراع یا بیت، ترتیبی نداشته باشند به آن «موشّح مشوّش» یا غیر مرتب می‌گویند.

## نمونه
برای نمونه از حروف اوّل مصراع‌های رباعی زیر از رشیدالدین وطواط، نام «محمد» به دست می‌آید:
مــعشوقه دلم به تیر اندوه بخست
حـیران شدم و کَسم نمی‌گیرد دست
مـسکین تن من ز پای محنت شد پست
دست غم دوست، پشت من خُرد شکست
در این رباعی حروف اول مصراع‌ها نام «محمد» را می‌سازد:
مـن بر دهنت به موی بستم دل تنگ
حـاصل ز لبت نیست برون از نیرنگ
مـن با تو و تو با من مسکین شب و روز
دارم سر آشتی تو داری سر جنگ.
در رباعی زیر نیز از اجتماع حروف نخستین مصراعهای آن، کلمهٔ «بوسه» حاصل می‌شود:
بـردی دل من، من از تو آن می‌طلبم
وز گم شدهٔ خویش نشان می‌طلبم
سـر مصرع هر کلام حرفی دارد
هـر چیز که شد من از تو آن می‌طلبم.

## در انگلیسی
در سنت ادبی انگلیسی به آرایه ادبی موشح acrostic می‌گویند که در شعر (یا شکل دیگری از نوشتن) حرف (یا هجا یا کلمه) اول هر سطر (یا پاراگراف یا بخش‌های ویژه دیگری در متن) اگر باهم ترکیب شوند کلمه‌ای یا پیامی خاص یا حروف الفبا را می‌سازد.
در این مثال کلاسیک از شعر موشح به زبان انگلیسی که توسط ادگار آلن پو نوشته شده، حروف اول سطرها کلمه الیزابت (Elizabeth) را می‌سازند:
Elizabeth it is in vain you say

"Love not"—thou sayest it in so sweet a way:

In vain those words from thee or L.E.L.

Zantippe's talents had enforced so well:

Ah! if that language from thy heart arise,

Breath it less gently forth—and veil thine eyes.

Endymion, recollect, when Luna tried

To cure his love—was cured of all beside—

His follie—pride—and passion—for he died.
در این موشح انگلیسی سه حرف اول هر خط، نه تنها شروع اولین کلمه است، بلکه سه حرف اختصاری ماه‌های سال را نیز تشکیل داده:
JANet was quite ill one day.

FEBrile trouble came her way.

MARtyr-like, she lay in bed;

APRoned nurses softly sped.

MAYbe, said the leech judicial

JUNket would be beneficial.

JULeps, too, though freely tried,

AUGured ill, for Janet died.

SEPulchre was sadly made.

OCTaves pealed and prayers were said.

NOVices with ma'y a tear

DECorated Janet's bier.